# 立花統春
立花 統春（たちばな むねはる、永禄7年（1564年） - 天正18年（1590年））は、戦国時代の武将。豊後国の大名大友氏、その重臣戸次氏の家臣。大友氏庶流の戸次氏の一族。父は戸次氏重臣の戸次親行。

## 生涯
2歳の時に父が亡くなり、叔父の立花道雪に引き取られる。
天正9年（1581年）11月13日小金原・清水原・山東宗像表合戦、
天正10年（1582年）4月16日岩戸の戦い、
天正11年（1583年）3月1日太宰府の戦い、
天正12年（1584年）8月18日~19日筑後田主丸町・片瀬、恵利渡口・石垣表の戦いと筑後遠征、
天正14年（1586年）立花山城攻防戦、高鳥居城の戦い、天正15年（1587年）肥後国国人一揆討伐などで戦功を挙げ、鐘隈役職を与えられる。特に、高鳥居城の戦いで敵総大将・星野吉実を討ち取った戦功が高名を挙げ、主君・立花宗茂から感状をもらった。
天正15年（1587年）、立花宗茂が筑後柳川13万石の領主となると、領内の高柳村50町を与えられる。肥後国人一揆の鎮圧作戦も参戦した。
天正18年（1590年）、加藤清正の罪人を匿ったとして自害する。

## 人物
射術に優れ、また「礼節を重んじる、沈勇にして高義の人」と伝えられる。
義をもって自害したとき、その場にいる妻と11人の家臣たちも彼を追い殉死した。